# Барби: Специален отряд
„Барби: Специален отряд“ (на английски: Barbie: Spy Squad) е американско-канадски детски анимационен филм от 2016 година на режисьора Конрад Хелтен по сценарий на Марша Грифин и Кейси Арнълд.
Това е 32-рият пълнометражен филм за Барби, която тук е вербувана за таен агент, заради своите гимнастически умения.